# Windows NT
Windows NT je družina operacijskih sistemov, ki jo je razvil Microsoft. Njegova prva različica je bila izdana 27. julija 1993. Operacijski sistemi družine Windows NT so neodvisni od procesorja, večprocesni in večuporabniški.
Prva različica Windows NT je bil sistem Windows NT 3.1, razvit za delovne postaje in strežnike. Namenjen je bil kot komplement različicam sistema Windows za domače računalnike, ki so temeljile na MS-DOS (Windows 1.0 do Windows 3.1x). Postopoma se je družina Windows NT razširila v Microsoftovo linijo operacijskih sistemov za splošno uporabo na osebnih računalnikih, s čimer je nadomestila družino Windows 9x.
Kratica »NT« je prvotno pomenila »New Technology« – »nova tehnologija«, danes pa več ne nosi določenega pomena. Začenši s sistemom Windows 2000 kratica »NT« ni več del imena izdelka in je vključena samo v niz z oznako različice izdelka.
NT je bila prva popolnoma 32-bitna različica sistema Windows, medtem ko so bile različice, namenjene domačim računalnikom, 16-bitno/32-bitni hibridi. Je večarhitekturni operacijski sistem. Prvotno je podpiral več arhitektur nabora ukazov, vključno z IA-32, MIPS in DEC Alpha; podpore za PowerPC, Itanium, x64 in ARM so bile dodane kasneje. Najnovejše različice podpirajo x86 (vključno z IA-32 in x64) ter ARM. Med pomembnejšimi značilnostmi družine Windows NT so lupina Windows, Windows API, Native API, imenik Active Directory, pravilnik skupine, abstrakcijska raven strojne opreme, NTFS, BitLocker, Trgovina Windows, Windows Update in Hyper-V.